# Premi Internacional Dona Coratge
El Premi Internacional Dona Coratge o Premi Internacional a la Dona amb Coratge (oficialment en anglès: International Women of Courage Award) és un premi atorgat anualment pel Departament d'Estat dels Estats Units a dones de tot el món que han demostrat lideratge, coratge, enginy, i la seva disposició a sacrificar-se pels altres, especialment en la promoció dels drets de la dona.

## Història
El premi va ser establert l'any 2007 per la Secretària d'Estat dels Estats Units, Condoleezza Rice, el Dia Internacional de la Dona, una celebració anual que té lloc cada 8 de març en molts països del món. Cada ambaixada dels EUA té el dret de recomanar a una dona com a candidata.

## Guanyadores
2007
- Ruth Halperin-Kaddari d'Israel[3]
- Jennifer Louise Williams de Zimbabwe[4]
- Siti Musdah Mulia d'Indonèsia[4]
- Ilze Jaunalksne de Letònia[4]
- Samia al-Amoudi de l'Aràbia Saudita[4]
- Mariya Ahmed Didi de les Maldives[4]
- Susana Trimarco de Veron d'Argentina[4]
- Aziza Siddiqui de l'Afganistan[4]
- Sundus Abbas de l'Iraq[4]
- Shatha Abdul Razzak Abbousi de l'Iraq[4]
- Mary Akrami de l'Afganistan[4]

2008
- Suraya Pakzad de l'Afganistan[5]
- Virisila Buadromo de Fiji[5]
- Eaman al-Gobory de l'Iraq[5]
- Valdete Idrizi de Kosovo[5]
- Begum Jan del Pakistan[5]
- Nibal Thawabteh de l'Autoritat Nacional Palestina[5]
- Cynthia Bendlin del Paraguai[5]
- Farhiyo Farah Ibrahim de Somàlia[5]
- Barbara Hillary dels Estats Units[5]

2009
- Mutabar Tadjibayeva de l'Uzbekistan[7]
- Ambiga Sreenevasan de Malàisia
- Wazhma Frogh de l'Afganistan
- Norma Cruz de Guatemala
- Suaad Allami de l'Iraq
- Hadizatou Mani del Níger
- Veronika Marchenko de Rússia
- Reem Al Numery del Iemen

2010
- Shukria Asil de l'Afganistan
- Shafiqa Quraishi de l'Afganistan
- Androula Henriques de Xipre
- Sonia Pierre de la República Dominicana
- Shadi Sadr de l'Iran
- Ann Njogu de Kenya
- Lee Ae-ran de Corea del Sud
- Jansila Majeed de Sri Lanka
- Marie Claude Naddaf de Síria
- Jestina Mukoko de Zimbabwe

2011
- Maria Bashir de l'Afganistan[9]
- Henriette Ekwe Ebongo del Camerun[9]
- Guo Jianmei de la República Popular de la Xina[9]
- Eva Abu Halaweh de Jordània[9]
- Marisela Morales Ibañez de Mèxic[9]
- Ágnes Osztolykán d'Hongria[9]
- Roza Otunbàieva del Kirguizstan[9]
- Ghulam Sughra del Pakistan[9]
- Yoani Sánchez de Cuba[9]
- Nasta Palazhanka de Belarús[9]

2012
- Aneesa Ahmed de les Maldives[10]
- Zin Mar Aung de Burma[10]
- Samar Badawi de l'Aràbia Saudita[10]
- Shad Begum de Pakistan[10]
- Maryam Durani de l'Afganistan[10]
- Pricilla de Oliveira Azevedo de Brasil[10]
- Hana Elhebshi de Líbia[10]
- Jineth Bedoya Lima de Colòmbia[10]
- Şafak Pavey de Turquia[10]
- Hawa Abdallah Mohammed Salih del Sudan[10]
- Gabi Calleja de la República de Malta[11]

2013
- Malalai Bahaduri de l'Afganistan[12]
- Tsering Woeser del Tibet[12]
- Julieta Castellanos d'Hondures[12]
- Nirbhaya de l'Índia[12]
- Josephine Obiajulu Odumakin de Nigeria[12]
- Elena Milashina de Rússia[12]
- Fartuun Adan de Somàlia[12]
- Razan Zeitouneh de Síria[12]
- Ta Phong Tan del Vietnam[12]

2014
- Nasrin Oryakhil de l'Afganistan[13]
- Roshika Deo de Fiji[13]
- Rusudan Gotsiridze de Geòrgia[13]
- Iris Yassmin Barrios Aguilar de Guatemala[13]
- Laxmi Agarwal de l'Índia[13]
- Fatimata Touré de Mali[13]
- Maha Al Muneef de l'Aràbia Saudita[13]
- Oinikhol Bobonazarova de Tajikistan[13]
- Ruslana d'Ucraïna[13]
- Beatrice Mtetwa de Zimbabwe[13]

2015
- Niloofar Rahmani de l'Afganistan[14]
- Nadia Sharmeen de Bangladesh[15]
- Rosa Julieta Montaño Salvatierra de Bolívia[16]
- May Sabai Phyu de Burma[15]
- Emilie Béatrice Epaye de la República Centreafricana[15]
- Marie Claire Tchecola de Guinea[15]
- Sayaka Osakabe del Japó[15]
- Arbana Xharra de Kosovo[15]
- Tabassum Adnan del Pakistan[15]
- Majd Izzat al-Chourbaji de Síria[15]

2016
- Sara Hossain de Bangladesh[17]
- Debra Baptist-Estrada de Belize[18]
- Ni Yulan de la República Popular de la Xina[19]
- Latifa Ibn Ziaten de França[19]
- Thelma Aldana de Guatemala[20]
- Nagham Nawzat de l'Iraq[19][21]
- Nisha Ayub de Malàisia[22]
- Fatimata M'Baye de Mauritània[23]
- Zhanna Nemtsova de Rússia[19]
- Zuzana Števulová d'Eslovàquia[24]
- Awadeya Mahmoud del Sudan[25]
- Vicky Ntetema de Tanzània[23]
- Rodjaraeg Wattanapanit de Tailàndia[26]
- Nihal Naj Ali Al-Awlaqi del Iemen[27]

2017
- Sharmin Akter de Bangladesh
- Malebogo Molefhe de Botswana
- Natalia Ponce de Leon de Colòmbia
- Rebecca Kabugho de la República Democràtica del Congo
- Jannat Al Ghezi de l'Iraq
- Aichatou Ousmane Issaka de Níger
- Veronica Simogun de Papua Nova Guinea
- Cindy Arlette Contreras Bautista del Perú
- Sandya Eknelygoda de Sri Lanka
- Carolin Tahhan Fachakh de Síria
- Saadet Ozkan de Turquia
- Nguyen Ngoc Nhu Quynh del Vietnam
- Fadia Najeeb Thabet del Iemen

2018
- Roya Sadat de l'Afganistan
- Aura Elena Farfán de Guatemala
- Julissa Villanueva d'Hondures
- Aliyah Khalaf Saleh de l'Iraq
- Maria Elena Berini d'Itàlia
- Aiman Umarova del Kazakhstan
- Feride Rushiti de Kosovo
- L'Malouma Said de Mauritània
- Godeliève Mukasarasi de Rwanda
- Sirikan Charoensiri de Tailàndia

2019
- Marini De Livera de Sri Lanka[31][32]
- Razia Sultana de Bangladesh
- Naw K’nyaw Paw de Myanmar

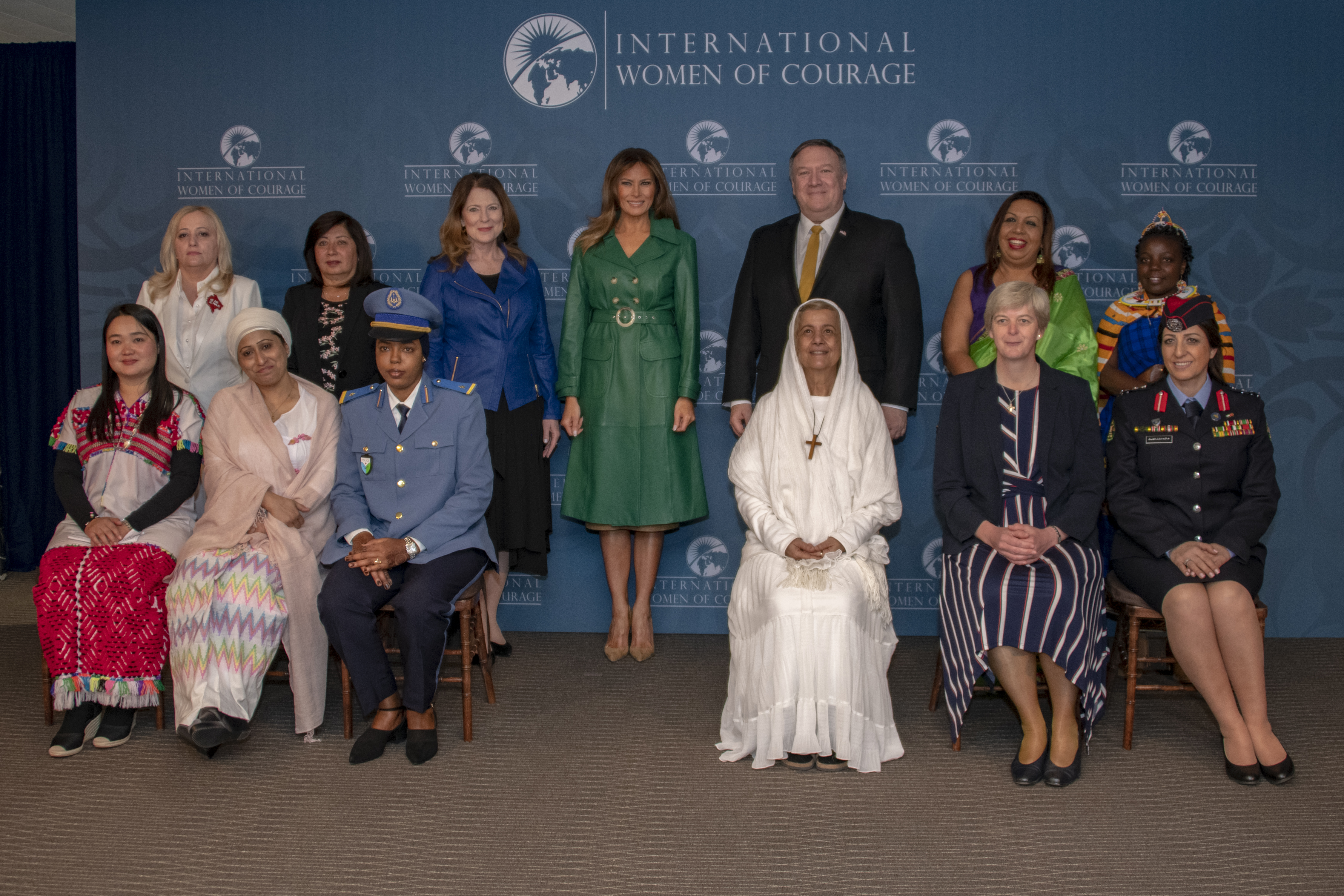
Guanyadores del Premi Internacional Dona Coratge 2019.

- Moumina Houssein Darar de Djibouti
- Maggie Gobran d'Egipte
- Khalida Khalaf Hanna al-Twal de Jordània
- Orla Treacy d'Irlanda
- Olivera Lakić de Montenegro
- Flor de María Vega Zapata del Perú
- Anna Aloys Henga de Tanzània

2020
- Zarifa Ghafari (Afganistan)
- Liussi Kotxarian (Armènia)
- Shahla Humbatova (Azerbaidjan)
- Ximena Galarza (Bolívia)
- Claire Ouedraogo (Burkina Faso)
- Sayragul Sauytbay (Xina)
- Susanna Liew (Malàisia)
- Amaya Coppens (Nicaragua)
- Jalila Haider (Pakistan)
- Amina Khoulani (Síria)
- Yasmin al Qadhi (Iemen)
- Rita Nyampinga (Zimbàbue)

2021
- Maria Kalèsnikava (Belarús)
- Phyoe Phyoe Aung (Myanmar)
- Maximilienne C. Ngo Mbe (Camerun)
- Wang Yu (Xina)
- Mayerlis Angarita (Colòmbia)

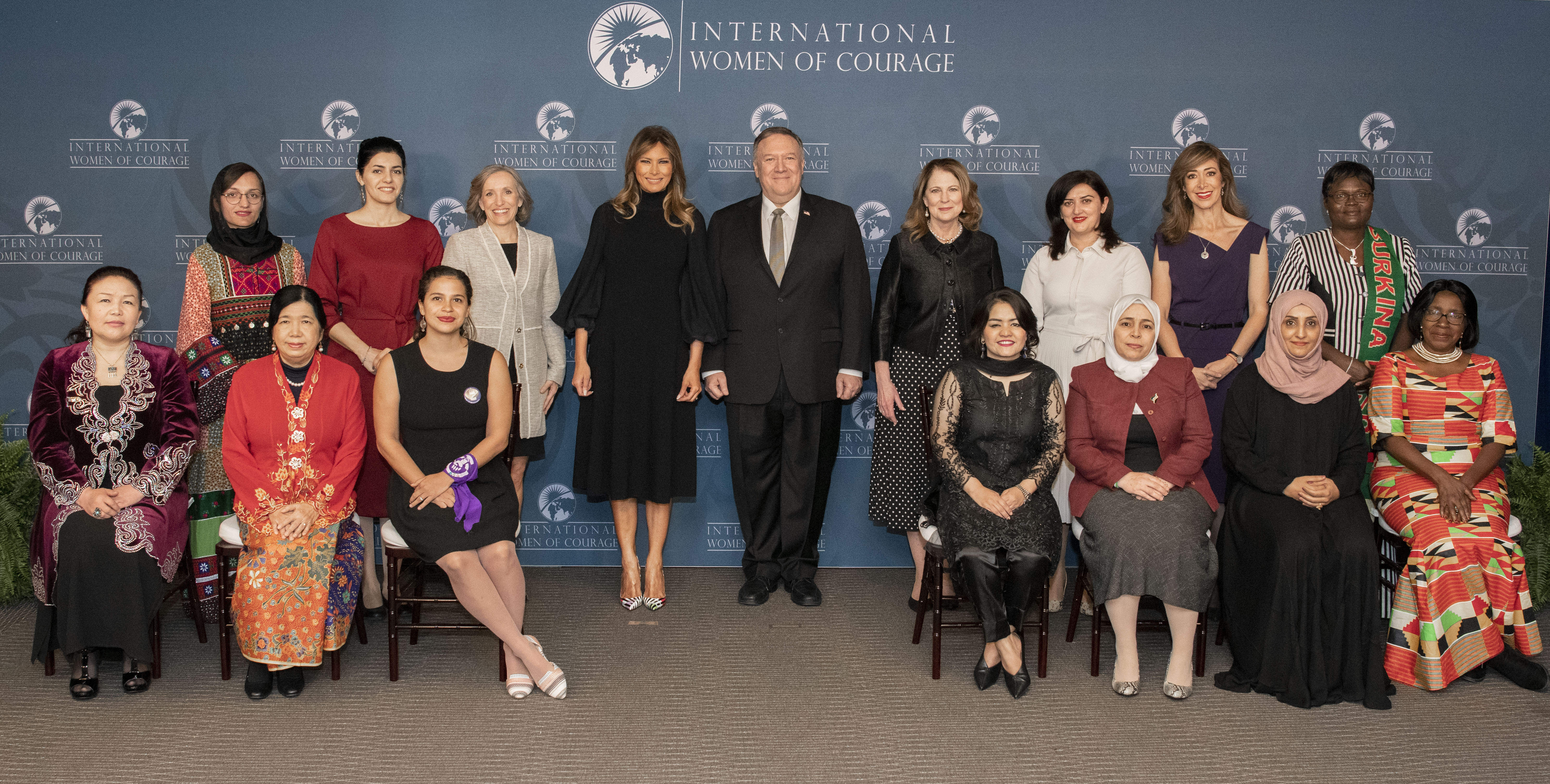
A la fila de darrere, d'esquerra a dreta: 1. Zarifa Ghafari, 2. Liussi Kotxarian, 3. Kelley Eckels Currie, 4. Melania Trump, 5. Mike Pompeo, 6. Marie Royce,7. Shahla Humbatova, 8.Ximena Galarza, 9. Claire Ouedraogo de Burkina Faso. En la fila de davant: 1. Sayragul Sauytbay, 2. Susanna Liew, 3. Amaya Coppens, 4. Jalilah Haider, 5. Amina Khoulani, 6. Yasmin al Qadhi, 7.Rita Nyampinga.

- Julienne Lusenge (República Democràtica del Congo)
- Erika Aifan (Guatemala)
- Shohreh Bayat (Iran)
- Muskan Khatun (Nepal)
- Zahra Mohamed Ahmad (Somàlia)
- Alicia Vacas Moro (Espanya)
- Ranitha Gnanarajah (Sri Lanka)
- Canan Gullu (Turquia)
- Ana Rosario Contreras (Veneçuela)

2022
- Rizwana Hasan (Bangladesh)
- Simone Sibilio do Nascimento (Brasil)
- Ei Thinzar Maung (Burma)
- Josefina Klinger Zúñiga (Colòmbia)
- Taif Sami Mohammed (Iraq)
- Facia Boyenoh Harris (Liberia)
- Najla Mangoush (Libia)
- Doina Gherman (Moldàvia)
- Bhumika Shrestha (Nepal)
- Carmen Gheorghe (Romania)
- Roegchanda Pascoe (Sud-àfrica)
- Phạm Đoan Trang (Vietnam)

2023
- Zakira Hekmat (Afganistan)
- Alba Rueda (Argentina)

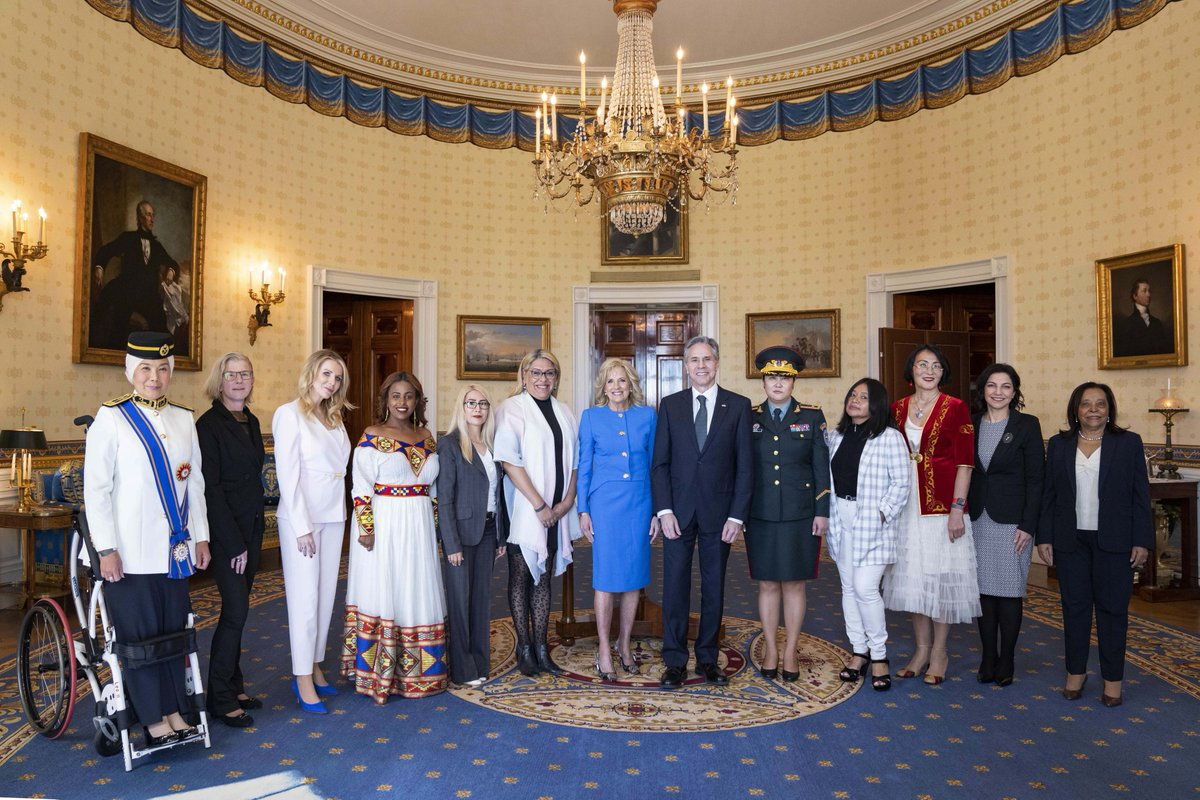
17a cerimònia d'entrega del Premi Internacional Dona Coratge a la Sala Est de la Casa Blanca, Març de 2023

- Danièle Darlan (República Centreafricana)
- Doris Ríos (Costa Rica)
- Meaza Mohammed (Etiòpia)
- Hadeel Abdel Aziz (Jordània)
- Bakhytzhan Toregozhina (Kazakhstan)
- Ras Adiba Radzi (Malàisia)
- Bolor Ganbold (Mongòlia)
- Bianka Zalewska (Polònia)
- Yuliia Paievska (Ucraïna)

Grup Honorari Addicional
Es va concedir un Premi adicional al Grup Honorari a les "dones i nenes manifestants a l'Iran" en resposta a la mort de Mahsa Amini i en les conseqüents protestes contra el govern.
2024
- Benafsha Yaqoobi (Afganistan)
- Fawzia Karim Firoze (Bangladesh)
- Volha Harbunova (Belarús)
- Ajna Jusić (Bòsnia i Herzegovina)
- Myintzu Win (Myanmar)
- Marta Beatriz Roque (Cuba)
- Fátima Corozo (Equador)
- Fatou Baldeh (Gàmbia)
- Fariba Balouch (Iran)
- Rina Gonoi (Japó)
- Rabha El Haymar (Marroc)
- Agather Atuhaire (Uganda)